# Handlová
Handlová és una ciutat d'Eslovàquia. Es troba a la regió de Trenčín.

## Història
La primera menció escrita de la vila es remunta al 1254.

## Demografia
| Godina             | 1994   | 2004   | 2014   | 2024    |
| ------------------ | ------ | ------ | ------ | ------- |
| Nombre de persones | 18.185 | 17.805 | 17.518 | 15.457  |
| Diferència         |        | −2,08% | −1,61% | −11,76% |

| Godina             | 2023   | 2024   |
| ------------------ | ------ | ------ |
| Nombre de persones | 15.608 | 15.457 |
| Diferència         |        | −0,96% |